# هلن رسور (ورزشکار)
هلن رسور (انگلیسی: Helen Resor؛ زادهٔ ۱۸ اکتبر ۱۹۸۵) بازیکن هاکی روی یخ اهل ایالات متحده آمریکا است.